# Place Henri-Rollet
La place Henri-Rollet est une place du 15e arrondissement de Paris.

## Situation et accès
Cette place est située à la jonction des rues Desnouettes et Saint-Lambert avec la rue de Vaugirard.

## Origine du nom
La place doit son nom à l'avocat Henri Rollet (1860-1934), qui a fondé à proximité (au 379, rue de Vaugirard) en 1912, le Patronage de l'enfance et de l'adolescence.

## Historique
Elle portait, jusqu'au 10 février 1937, le nom de « place Saint-Lambert ». À l'emplacement actuel de la place s'élevait autrefois l'ancienne église Notre-Dame de la paroisse de Vaugirard, construite en 1342 et qui fut remplacée par l'actuelle église Saint-Lambert de Vaugirard, construite à partir de 1848. Elle porte son nom présent depuis 1937.

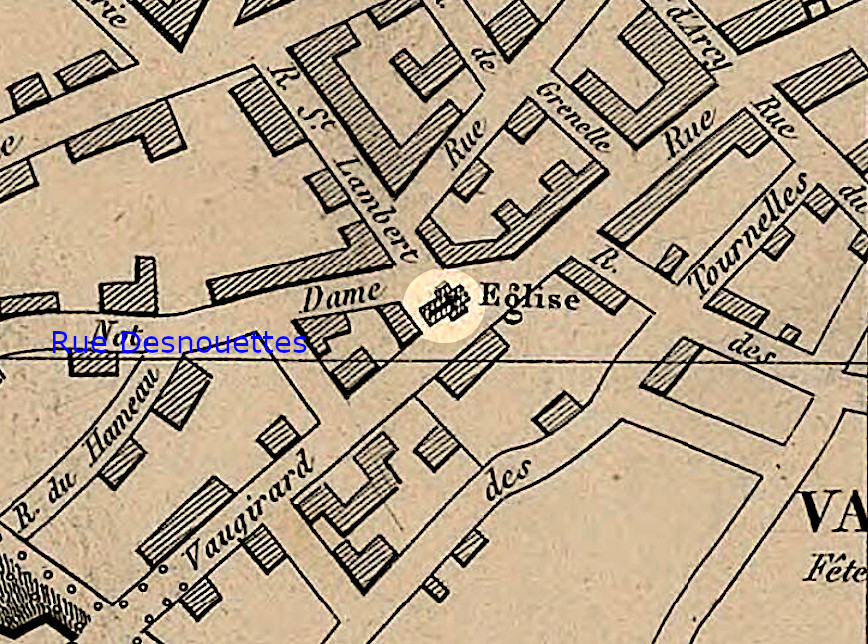
L'ancienne église Saint-Lambert (dans la pastille claire) sur le plan d'Henriot de 1847. L'église était située sur l'emplacement actuel de la place Henri-Rollet.
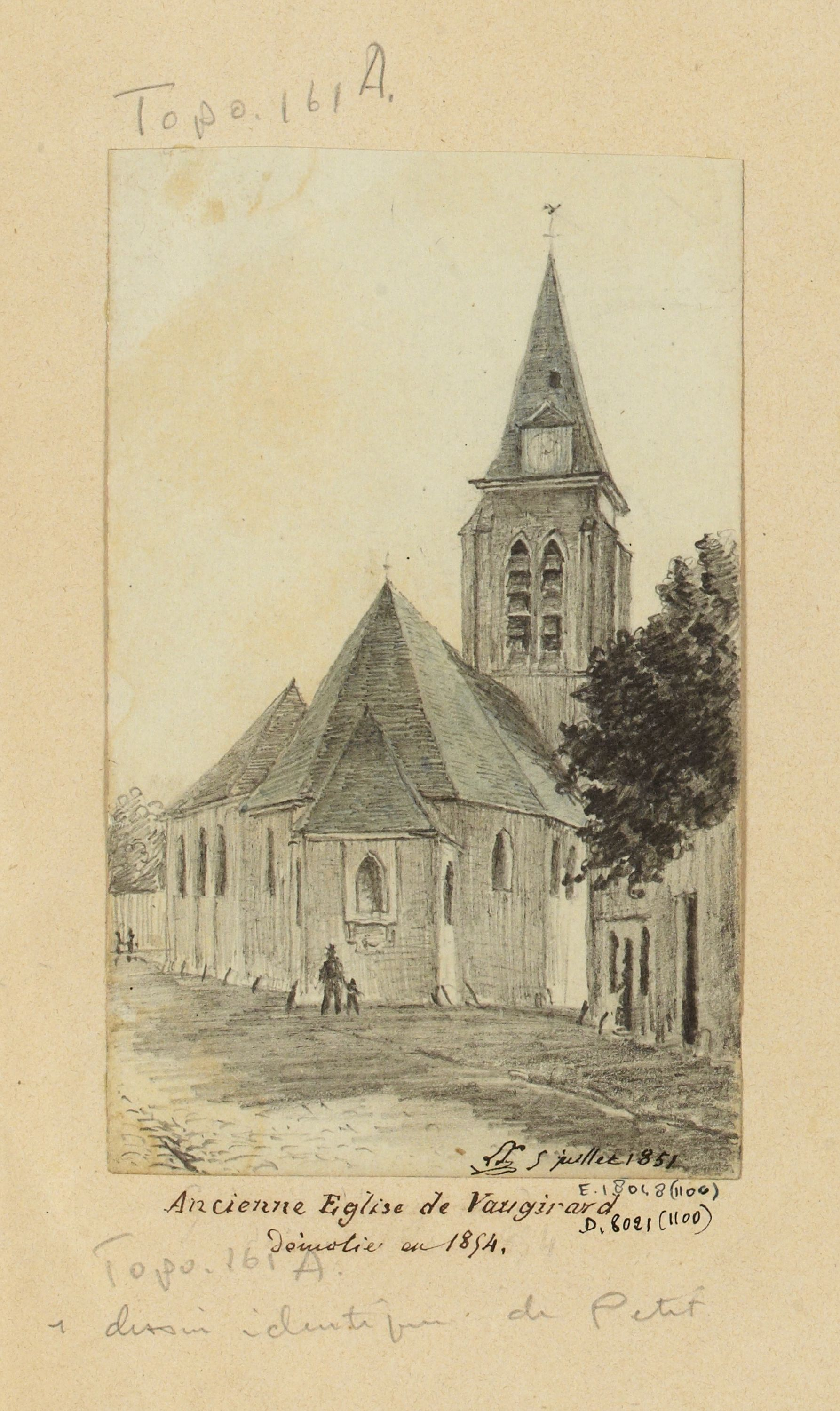
Ancienne église Saint Lambert démolie en 1854 (dessin de Léon Leymonnerye).

## Bâtiments remarquables et lieux de mémoire
- On y trouve une fontaine Wallace, face au 379, rue de Vaugirard, et l'une des plus petites stations Vélib' de Paris (8 bornes).
- Présence d'un panneau Histoire de Paris.

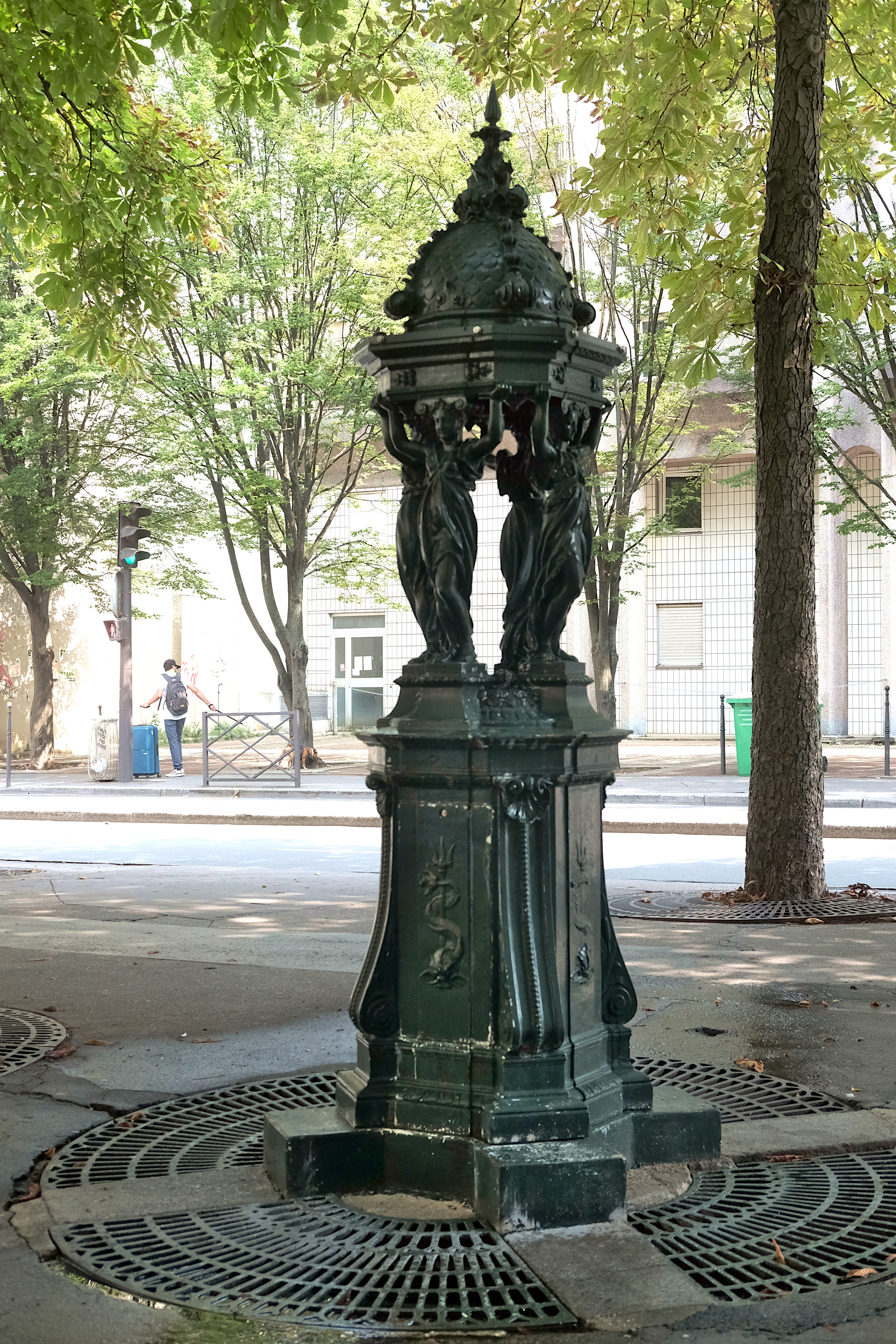
Fontaine Wallace.
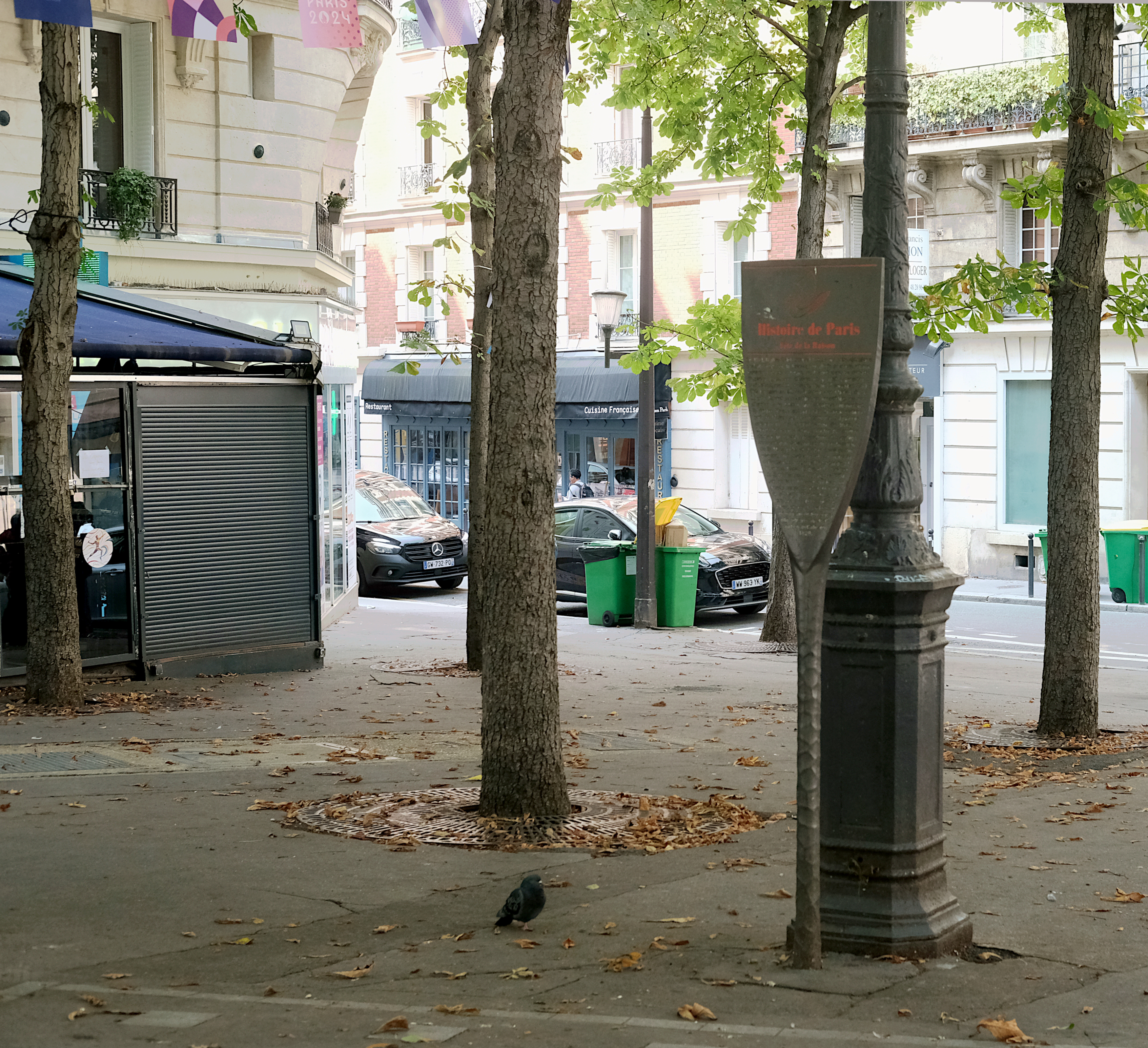
Panneau Histoire de Paris "Fête de la Raison".